# Bruderschaft Sankt Jakobus der Ältere
Die Bruderschaft Sankt Jakobus der Ältere zu Solothurn wurde am 26. Juli 1654 in Solothurn gegründet und existiert bis heute. Ihr Zweck ist die Verehrung des Apostels Jakobus des Älteren. Rechtsnatur: Pia Fundatio (fromme Stiftung).

## Das Bruderschaftswesen im alten Solothurn
Es war eine Äusserung des religiösen Geistes des Mittelalters, dass nicht nur die Zünfte, sondern auch alle anderen Gilden und Standesvereinigungen mit der Kirche eng verbunden waren. So sind auch die heute noch bestehenden Bruderschaften von Solothurn Zeugen der katholischen Vergangenheit Solothurns. Ihr Ursprung lässt sich in das 16. und 17. Jahrhundert zurückverfolgen.
Die Bruderschaften unterscheiden sich von den Zünften und geschlossenen religiösen Verbänden (Orden usw.) durch den freiwilligen Zusammenschluss ihrer Mitglieder; sie werden nicht von der Kirche errichtet, sondern nur gebilligt. Allerdings unterstehen sie der kirchlichen Autorität, können nur mit ihrer Genehmigung ins Leben treten und werden unter dem Titel eines Glaubensgeheimnisses oder eines Heiligen in einer bestimmten Kirche oder an einem bestimmten Altar errichtet.
Von den ehemals fünf Bruderschaften haben bis heute überlebt: die Romaner- (gegründet 1774), die St.-Lucas-, die St.-Margrithen-, die St.-Valentin- und die St.-Jakobs-Bruderschaft (gegründet 1654).

## Die Bruderschaft Sankt Jakobus
Die Bruderschaft St. Jakob ist die jüngste der vier noch bestehenden Bruderschaften in Solothurn. Am 26. Juli 1654 kamen ein paar ehrsame Bürger in der Zunft zu Schiffleuten zusammen. Sie mögen gekommen sein, miteinander ihren Namenstag zu feiern, denn dreizehn von den neunzehn anwesenden und sich einschreibenden Brüdern trugen den Namen des auf diesen Tag fallenden Kalenderheiligen. Sie beschlossen, unter dem Titel Sankt Jakobs des Grösseren eine Bruderschaft zu Ehren Gottes und zum Heile ihrer Seelen zu errichten.

## Gründungsurkunde
Am Gründungstag (16. Juli 1654) wurde ein heute noch vorhandenes Protokollbuch angefangen. Seit der Gründung sind alle Bruderschaftsmeister, Schaffner und Mitglieder namentlich bekannt. Hier wird die erste Seite aus dem Gründungsprotokoll zitiert (alle Informationen zu diesem Thema stammen aus der einzigen, vorhandenen Quelle):

### Ursprung und Ordnung
Der Bruderschafft Sancti Jacobi Apostoli, angefangen den 26. Tag July 1654

„Daß Vill Schöne Und Herliche Thatten In Geystlichen Undt Politischen Sachen, Auch auß Schlechtem Anfang, Undt Ohngeferlich geschechen Seyen, Chönte mit Villem dargethan werden, wan Eß nit bey Jederman bekhant were, Undt zwar waß daß geystlich wessen Antreffen thuet weyß man daß der Mehrte Theill, der Stifftungen, der Ordenß Leuth ein geringen Anfang gehabt, darnach mit Solchem zu nemen, Vortgepflanzet, daß Seye Nun ohnzählich Seyen, Mancher hatt nur ein Wortt oder zwey Von Heiliger geschicht gehört, Ist alsobaldt in Sich geganen, Undt sein Wandell geendert, andere haben Etwan schimpflich Von Einer Sach geredt, Sindt besser berichtet, Undt Zue einem Gottselligen Standt gebracht worden, Vill sindt bey Lebzeitten, guette fründt gewessen, Haben auch dortten nit wellen Separirt werden – haben ein anderen angesprochen, für Ihre Seellen-Heil zu betten, Undt guette Werch zethuen. Der Hoffnung bey Unserem Herren Gott, Einmahl für Sie zu pitten, sindt der Jetzigen Bruoderschafft Ursach gewesen.
Auß Gleichem geringen Anfang Und Schier geringeren haben etliche guette, Undt Ehrsame Burger Alhier ein bruoderschafft angesechen, zu befürderen Under dem Tittul deß Heilligen Apostels Jakobi deß größeren, zu größeren Ehr Gotteß, Undt Heill Ihrer Sellen. Eß hatt zwar daß Ansechen Alß Solte diß fürnemen, ein schlechten Außgang gewinnen, Undt nur schimpflich ausschlagen, weill Eß bey – dem Imyß Eßen, undt bey dem Trunkh ist fürbracht worden, alß man eß nur weinische Undt Bachische andacht were. Doch hatt der H : Geist – welcher wan Undt wo Er will, würckhet, nit was Orth oder Eusserlichen Circumstanzen angesechen, sondern hatt dise andechtige Burger, so weit Illuminieret, daß sie Ihreß propositum Undt willen inß werch gebracht haben.
Ißt also bey Ihnen, die da bey Imyß wahren, mit dem beystandt Gotteß Steiff fürgenommen Undt bestättiget worden (die weillen Theilß Ihre patron, auch andere), heut für Jetz, Undt alwegen – Under Ein anderen Alß Bruoderschafft Brüeder in Zucht, Ehr, friden, Einigkheit, Undt Christenliche Liebe, in Beschirmung Gotteß Mariae, Jacobi, Undt Allen Heiligen Ehr, für daß Heyll algemeiner Christlicher Kirch zue pitten und zu Verharen; Ein anderen In widerwertigkheit zu trösten, in Kranckheitten bey zu springen, Undt in allen Christlichen Übungen sich befleißen, Sollte auch diser Gottselliger Eyfer, mit Ihrem Namen den Tittull haben der Jacoben bruoderschafft, weill man Sonsten auch, diejenigen Jacobß-Brüeder Nenet, die nacher Compostell zue deß H : Jacobi Leib peregrinationen auf sich Nemen.
Über diß Versprechen haben Sie auch Guet befunden, daß man alle Jahr ein Ampt habe, Von H : Jacobi an seinem fest Tag, dabey alle brüeder beywohnen sollen, Undt wan Einer zwischen dem Jahr solte sterben, Ihme ein Sellampt gehalten werden, auf diß hin hatt, ein Jeder Sein Liberalität, Undt freygebigcheit Erzeigt, in dem man Von Allen Ein autentische Sume geltß Theilß Versprochen, Theilß par ausgezellet, zusamen gebracht, Undt Einen Schaffner, auf Ihnen concreieret – Undt hinder Ihne gelegt worden, damit Man chöne den Unchosten ablegen, der In Gottß dienst alß Chertzen, Undt priesteren Undt der glichen, möchte Uflauffen, aber nit in profanen, Undt Gastereyen zu gebrauchen, waß Über pleiben möchte, Etwan den Armen Chrankhen brüederen, oder Sonst Anderen – dürfftigen persohnen der Statt außtheillen, oder den Lehrjungen, Undt Handtwerckß gesellen, So Vill alß Eß Ertragen mag lassen zu khomen.
Sye Wollen auch daß auß dissem gelt, Ein hübsche Kertzen, Von wachs gekhauft werde, welche beym ampt H.Mess, Solle angezündt, Undt wan ein Bruoder Stürbe, Vor der Leicht hergetragen werden, wie auch ein ieder Bruoder Eine Von Seiner zunfft, oder wan Einer hinlässig wehre, 5. Bz. in die büchsen Legen, Undt weillen das inkhomen noch gering, So hatt man guet befunden, dass byß auf Sein Zeit, ein Jeder ein batzen Meß gelt gebe, damit die Cantores zu bezahlen.
In Suma diße Versamlung Hatt Nichts Underlassen zethuen, daß zu Einer Gottseliger Bruoderschafft, anzufachen dienen möchte, sich alle Zeit, geistlicher Undt weltlicher Oberkheit Underwerffende.
Joan Jacob Bernhard
Erster bruoderschafftsmeister
Byß, Schaffner“

### Die Mitglieder und der Vorstand
Die Sankt-Jakobs-Bruderschaft war nicht eine Vereinigung von Bürgern einer bestimmten Berufsgruppe oder einer solchen mit gleichgerichteten Interessen. In ihr fanden sich Brüder aus allen Ständen und Berufen zusammen, die das Bedürfnis nach einer regeren religiösen Betätigung im freien Verbande ohne geistliche Leitung zusammenführte, vielleicht oder sehr wahrscheinlich auch das Verlangen nach geselliger Vereinigung im Kreise von Gleichgesinnten. Ihre ersten Mitglieder waren:
Leutpriester Victor Keller, Jakob Wäber, Jakob Anziger, Doktor Jakob Tscharandi, Jakob Byß, Jakob Böschung, Jakob Bernhardt, Jakob Lyßer, Jakob Vogelsang, Jakob Vogelsang, des vorgenannten Sohn, Jakob Vogel, Jakob Graf, Jakob Heid, Jakob Kapeller, Christoph Wioll, Georg Gotthard, Christoph Byß, Urs Zeltner der jüngere, Johannes Münzer. An erster Stelle steht der Leutpriester der Stadt. In die Bruderschaft Sankt Jakobus scheinen mit Vorliebe die geistlichen Herren vom St. Ursenstift eingetreten zu sein, denn in den nachfolgenden Jahrzehnten stossen wir immer wieder unter den aufgenommenen Brüdern auf die Namen von Chorherren, Cantoren und Kaplänen.